# Ермишин, Виталий Александрович
Виталий Александрович Ермишин (род. 13 января 1952, Свердловск) — советский хоккеист, нападающий. Мастер спорта СССР.

## Биография
Воспитанник СДЮШОР «Автомобилист» Свердловск. Выступал за команды «Юность» Свердловск (1970/71), «Спутник» Нижний Тагил (1971/72), СКА Новосибирск (1971/72 — 1973/74), «Химик» Воскресенск (1974/75 — 1975/76, 1980/81 — 1981/82), «Автомобилист» Свердловск (1976/77 — 1979/80), «Торпедо» Тольятти (1982/83).
В чемпионате СССР провёл семь сезонов (1974/75 — 1975/76, 1977/78 — 1981/82).
Работал детским тренером в командах коксогазового завода (Видное), «Созвездие» (Москва).